# Châteauneuf-de-Randon

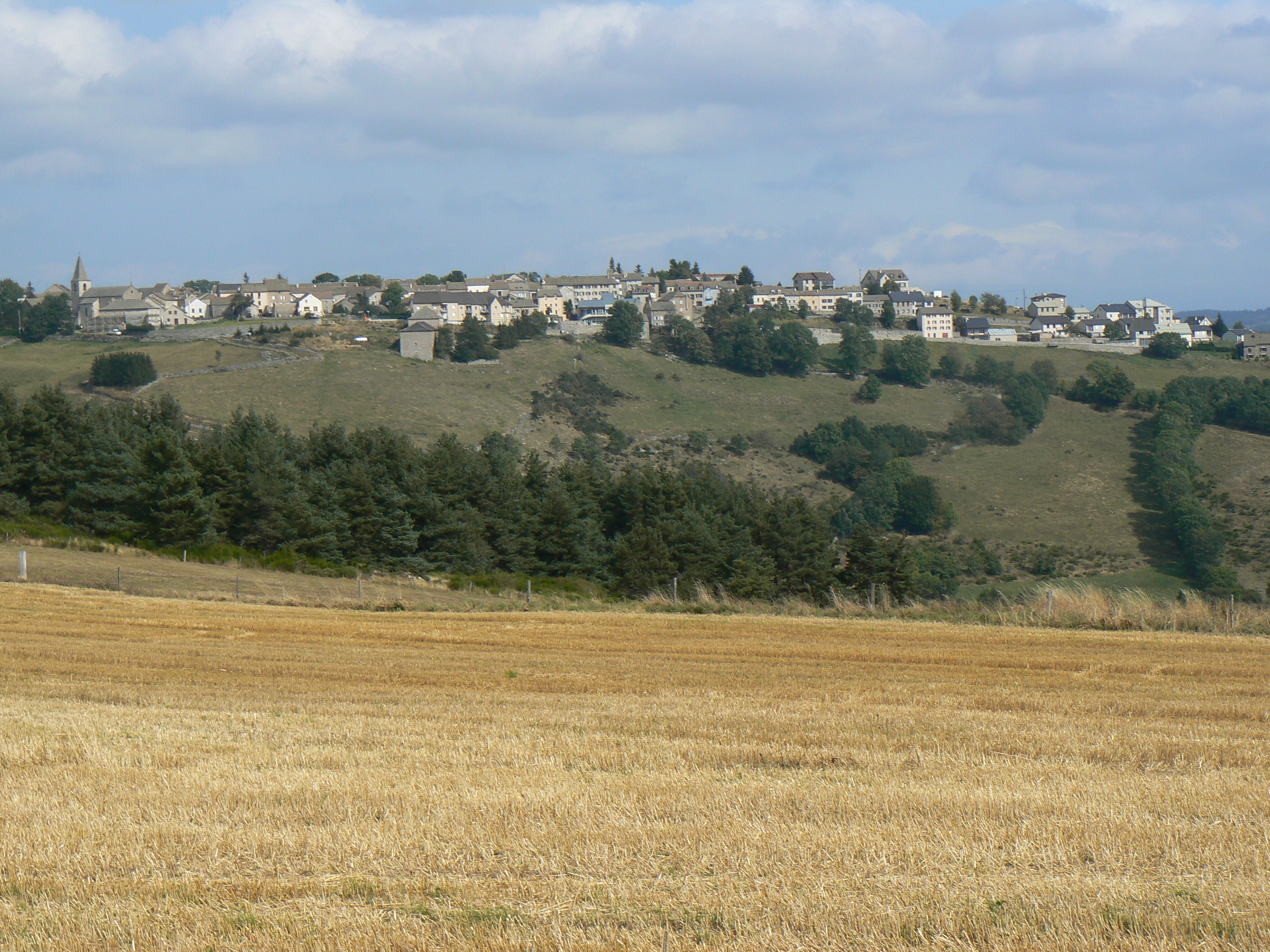
Châteauneuf-de-Randon

Châteauneuf-de-Randon is een gemeente in het Franse departement Lozère (regio Occitanie) en telt 504 inwoners (2004). De plaats maakt deel uit van het arrondissement Mende.

## Geografie
De oppervlakte van Châteauneuf-de-Randon bedraagt 24,4 km², de bevolkingsdichtheid is 20,7 inwoners per km².
De onderstaande kaart toont de ligging van Châteauneuf-de-Randon met de belangrijkste infrastructuur en aangrenzende gemeenten.

## Demografie
Onderstaande figuur toont het verloop van het inwonertal (bron: INSEE-tellingen).

## Geboren in Châteauneuf-de-Randon
- Bertrand van Châteauneuf (14e eeuw), aartsbisschop in de koninkrijken Napels en Frankrijk